# Adrian I. von Bubenberg

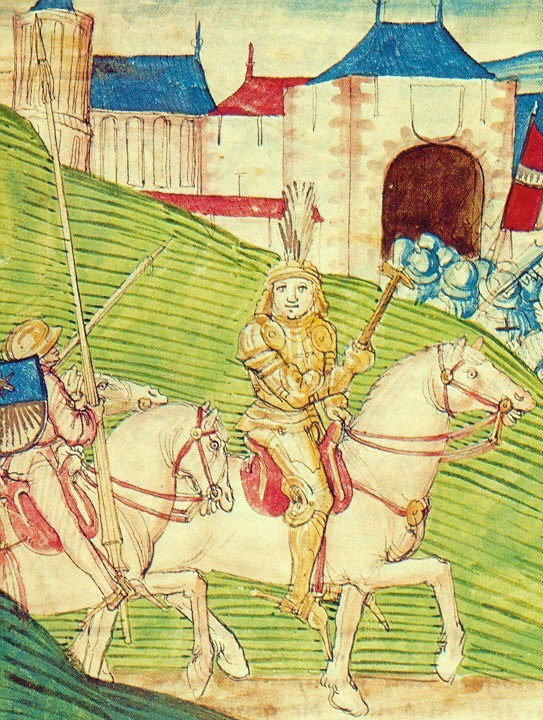
Adrian von Bubenberg reitet nach Murten

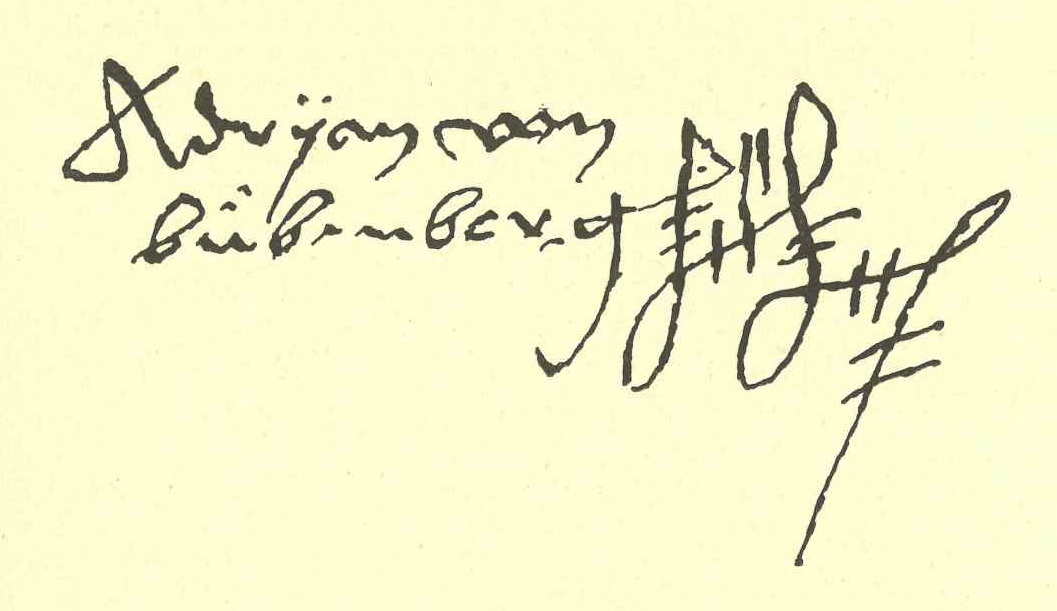
Unterschrift von
Adrian von Bubenberg

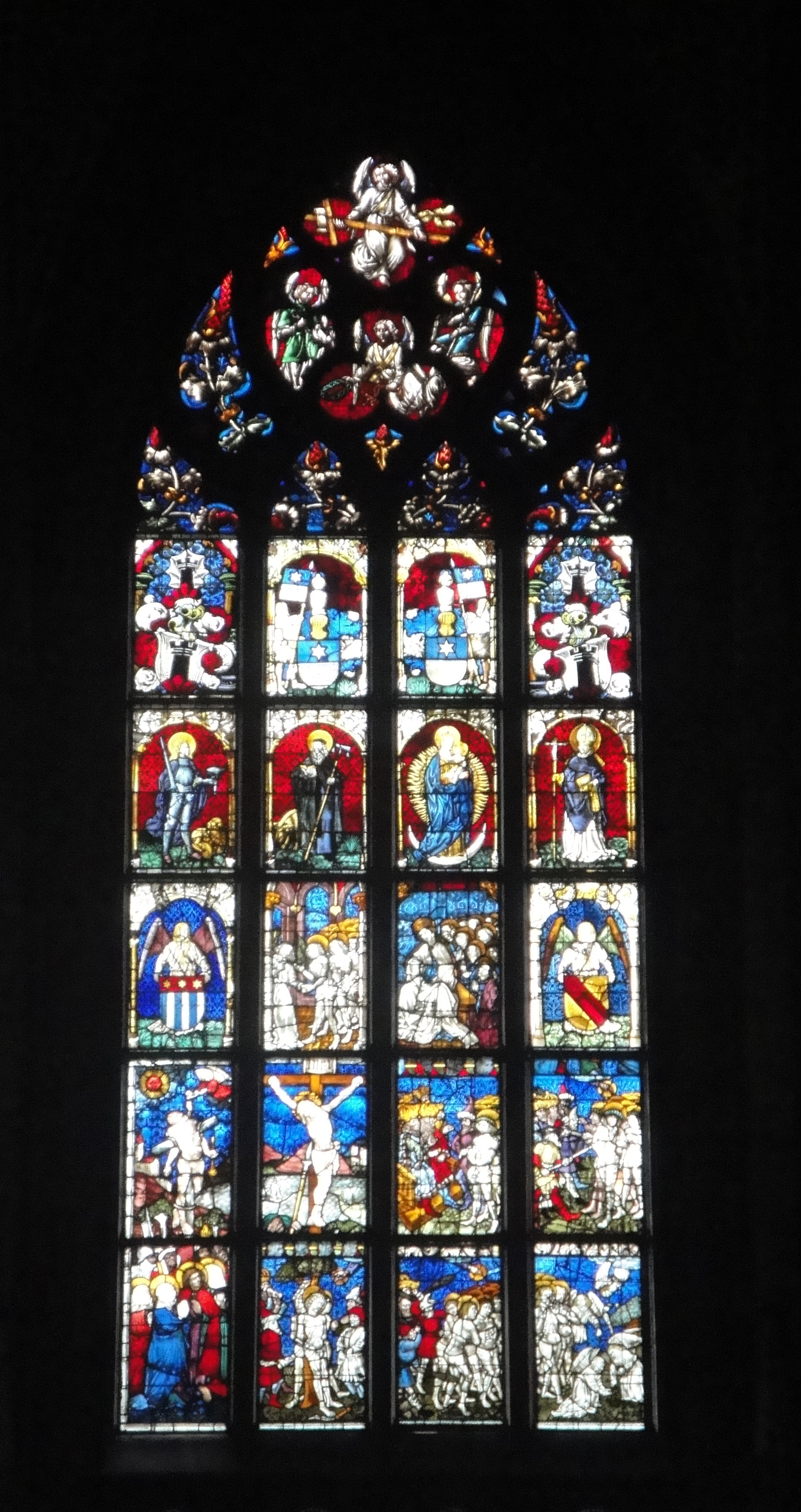
Bubenberg-Scheiben im Berner Münster (obere drei Reihen)

Adrian von Bubenberg (* um 1434 in Bern; † Anfang August 1479 ebenda) war bernischer Schultheiss und Verteidiger von Murten in den Burgunderkriegen.

## Leben
Er entstammte dem Geschlecht Bubenberg und war der Sohn des Heinrich IV. von Bubenberg und der Anna von Rosenegg († 1482). Er war Page am burgundischen Hof Philipps des Guten und heiratete 1454 Jacobea von Neuenburg-Valangin († vor 1457), in zweiter Ehe 1457 Jeanne de La Sarraz († nach 1480). Bubenberg trat 1451 in den Grossen Rat ein und in den Jahren 1454 bis 1455 amtete er vertretungsweise und 1457 bis 1461 als ordentlicher Vogt auf Schloss Lenzburg. Er war Freiherr zu Spiez und Herr zu Strättligen, Mannenberg, Reutigen, Radelfingen, Schadau und Wartenfels (heute Kanton Solothurn). 1465 wurde er Mitglied des Kleinen Rats von Bern. Auf seiner Pilgerreise nach Jerusalem erhielt er 1466 am Heiligen Grab den Ritterschlag als Ritter vom Heiligen Grab. 2022 wurde eine Inschrift mit seinem Namen auf einer Mauer des Davidsgrab in Jerusalem entdeckt. 1468 wurde er erstmals zum Schultheissen von Bern gewählt (dann wieder 1473 bis 1474 und 1477 bis 1479). Im selben Jahr hatte er den Oberbefehl über die bernischen Truppen im Sundgauerzug. 1469 hielt er sich bei Bruder Klaus im Ranft auf, um dessen Fasten zu bezeugen. In den Jahren 1470 bis 1471 war er der Wortführer des Stadtadels im Berner Twingherrenstreit. Gesandtschaften führten ihn nach Savoyen, nach Burgund und ins Reich. Vor den Burgunderkriegen opponierte Bubenberg gegen die von der Ratsmehrheit unter der Führung Niklaus von Diesbachs befürwortete Offensivallianz mit Frankreich gegen das Herzogtum Burgund. Dies führte am 10. Juli 1475 zu seiner Ausstossung aus dem Rat und zum Verbot weiterer politischer Aktivitäten.
Im April 1476 wurde er zum Kommandanten von Murten gewählt, das einer zwölftägigen Belagerung standhielt, bevor die Schlacht bei Murten am 22. Juni die Entlastung brachte. In Bern wurde er erneut Schultheiss. Im August 1479 starb Adrian von Bubenberg an einer pestartigen Krankheit. Vermutlich war es Gasbrand nach einer Verletzung und Infektion mit dem Bakterium Clostridium perfringens. Seine stets prekäre pekuniäre Situation hielt noch nach seinem Ableben an.
Im Winter 1480/81 kam der römische Abbreviator (apostolische Protonotar) Nicolao Garriliati nach Bern mit einem Pergament mit Bleisiegel, das ihm angeblich die Pfründe des Priorats Rüeggisberg zusicherte, für dessen Vergabe jedoch der Rat der Stadt Bern zuständig war. Der Rat lehnte das Ansinnen ab. Darauf versuchte der römische Beamte den Rat unter Druck zu setzen. Er sagte: Eigentlich hätte Adrian von Bubenberg nicht im Münster St. Vinzenz bestattet werden dürfen, der Leichnam müsse dort entfernt und draussen vor den Mauern der Stadt hingeworfen werden. Das deutet auf eine latente Exkommunikation hin. Aber für welchen Tatbestand? Jedenfalls ist noch nie jemand für seine Schulden exkommuniziert oder gebannt worden. Bekannt geworden ist eigentlich nichts bis auf ein Ereignis: Am 27. April 1469 weilte Adrian von Bubenberg im Ranft (Obwalden) beim Einsiedler Niklaus von Flüe, als dieser vom Konstanzer Generalvikar und Weihbischof einer Inquisition unterzogen wurde. Als die geistliche Prüfung eskalierte und der Eremit zu ersticken drohte, griff einer der wenigen umstehenden Eidgenossen ein mit den Worten: Sollte Niklaus sterben, dann würde sich auch das Leben des Bischofs verkürzen. Auf die Bedrohung eines Bischofs stand damals die Exkommunikation. Diese wurde hier nie ausgesprochen, dürfte aber latent vorhanden gewesen sein. – Der Leichnam blieb im Münster. Dafür bekam Garriliati die Pfründe und wurde zudem Bürger von Bern sowie Domherr des Bistums Lausanne.
Adrians Schwester, Johanna von Bubenberg, war verheiratet mit Andreas Roll von Bonstetten, einem Vasall des Herzogs Siegmund von Österreich, aber mit Bürgerrechten in Zürich und Bern. Dieser war Kommandant einer österreichischen Truppe in den Burgunderkriegen, für deren Unterhalt er selber aufkommen musste. Dabei hatte er sich hoch verschuldet und wahrscheinlich den Schwager als Bürgen beigezogen. So liesse sich jedenfalls die Verschuldung Adrians erklären. Andreas von Bonstetten hatte einen Bruder, den Frühhumanisten Albrecht von Bonstetten.

## Vorfahren
| Ahnentafel Adrian von Bubenberg | Ahnentafel Adrian von Bubenberg                                                | Ahnentafel Adrian von Bubenberg                                                | Ahnentafel Adrian von Bubenberg                                                | Ahnentafel Adrian von Bubenberg                                                | Ahnentafel Adrian von Bubenberg                                                | Ahnentafel Adrian von Bubenberg                                                | Ahnentafel Adrian von Bubenberg                                                | Ahnentafel Adrian von Bubenberg                                                |
| ------------------------------- | ------------------------------------------------------------------------------ | ------------------------------------------------------------------------------ | ------------------------------------------------------------------------------ | ------------------------------------------------------------------------------ | ------------------------------------------------------------------------------ | ------------------------------------------------------------------------------ | ------------------------------------------------------------------------------ | ------------------------------------------------------------------------------ |
| Ururgrosseltern                 | Johann II. von Bubenberg ⚭ Anna von Grünenberg                                 | Konrad von Sumiswald ⚭ Adelheid                                                | Philipp von Ringgenberg ⚭ Margaretha von Hunwil                                | Niklaus von Blankenburg ⚭ Elisabeth II. von Schweinsberg                       | Werner von Rosenegg ⚭ N.N.                                                     | Hugo von Gutenburg ⚭ Judenta von Bürglen                                       | Ulrich Diebold von Hasenburg ⚭ Benedikta von Aarburg                           | Graf Walram III. von Thierstein ⚭ N.N. von Rappoltstein                        |
| Urgrosseltern                   | Johann III. von Bubenberg ⚭ Margaretha von Sumiswald                           | Johann III. von Bubenberg ⚭ Margaretha von Sumiswald                           | Petermann von Ringgenberg ⚭ Küngold von Blankenburg                            | Petermann von Ringgenberg ⚭ Küngold von Blankenburg                            | Hans von Rosenegg ⚭ Margaretha von Gutenburg                                   | Hans von Rosenegg ⚭ Margaretha von Gutenburg                                   | Hans Ulrich von Hasenburg († 1386) ⚭ Verena von Thierstein                     | Hans Ulrich von Hasenburg († 1386) ⚭ Verena von Thierstein                     |
| Grosseltern                     | Heinrich III. von Bubenberg ⚭ Petrissa von Ringgenberg                         | Heinrich III. von Bubenberg ⚭ Petrissa von Ringgenberg                         | Heinrich III. von Bubenberg ⚭ Petrissa von Ringgenberg                         | Heinrich III. von Bubenberg ⚭ Petrissa von Ringgenberg                         | Hans von Rosenegg ⚭ Johanna von Hasenburg                                      | Hans von Rosenegg ⚭ Johanna von Hasenburg                                      | Hans von Rosenegg ⚭ Johanna von Hasenburg                                      | Hans von Rosenegg ⚭ Johanna von Hasenburg                                      |
| Eltern                          | Heinrich IV. von Bubenberg (1407–1464) ⚭ um 1420 Anna von Rosenegg (1424–1482) | Heinrich IV. von Bubenberg (1407–1464) ⚭ um 1420 Anna von Rosenegg (1424–1482) | Heinrich IV. von Bubenberg (1407–1464) ⚭ um 1420 Anna von Rosenegg (1424–1482) | Heinrich IV. von Bubenberg (1407–1464) ⚭ um 1420 Anna von Rosenegg (1424–1482) | Heinrich IV. von Bubenberg (1407–1464) ⚭ um 1420 Anna von Rosenegg (1424–1482) | Heinrich IV. von Bubenberg (1407–1464) ⚭ um 1420 Anna von Rosenegg (1424–1482) | Heinrich IV. von Bubenberg (1407–1464) ⚭ um 1420 Anna von Rosenegg (1424–1482) | Heinrich IV. von Bubenberg (1407–1464) ⚭ um 1420 Anna von Rosenegg (1424–1482) |
| Adrian von Bubenberg († 1479)   |                                                                                |                                                                                |                                                                                |                                                                                |                                                                                |                                                                                |                                                                                |                                                                                |

## Nachkommen
Seine erste Frau gebar ihm Dorothea von Bubenberg (1455–1516), die 1470 Albrecht von Mülinen heiratete. Jeanne de la Sarraz brachte Adrian, Philipp und Eva zur Welt. Eva von Bubenberg heiratete Petermann von Raron. Zudem hatte Bubenberg zwei uneheliche Töchter namens Afra und Agatha. Afra heiratete 1474 Gilian Sumer, Herr zu Rümligen und Agatha heiratete Thomas Schöni, Gubernator zu Aigle.

## Rezeption

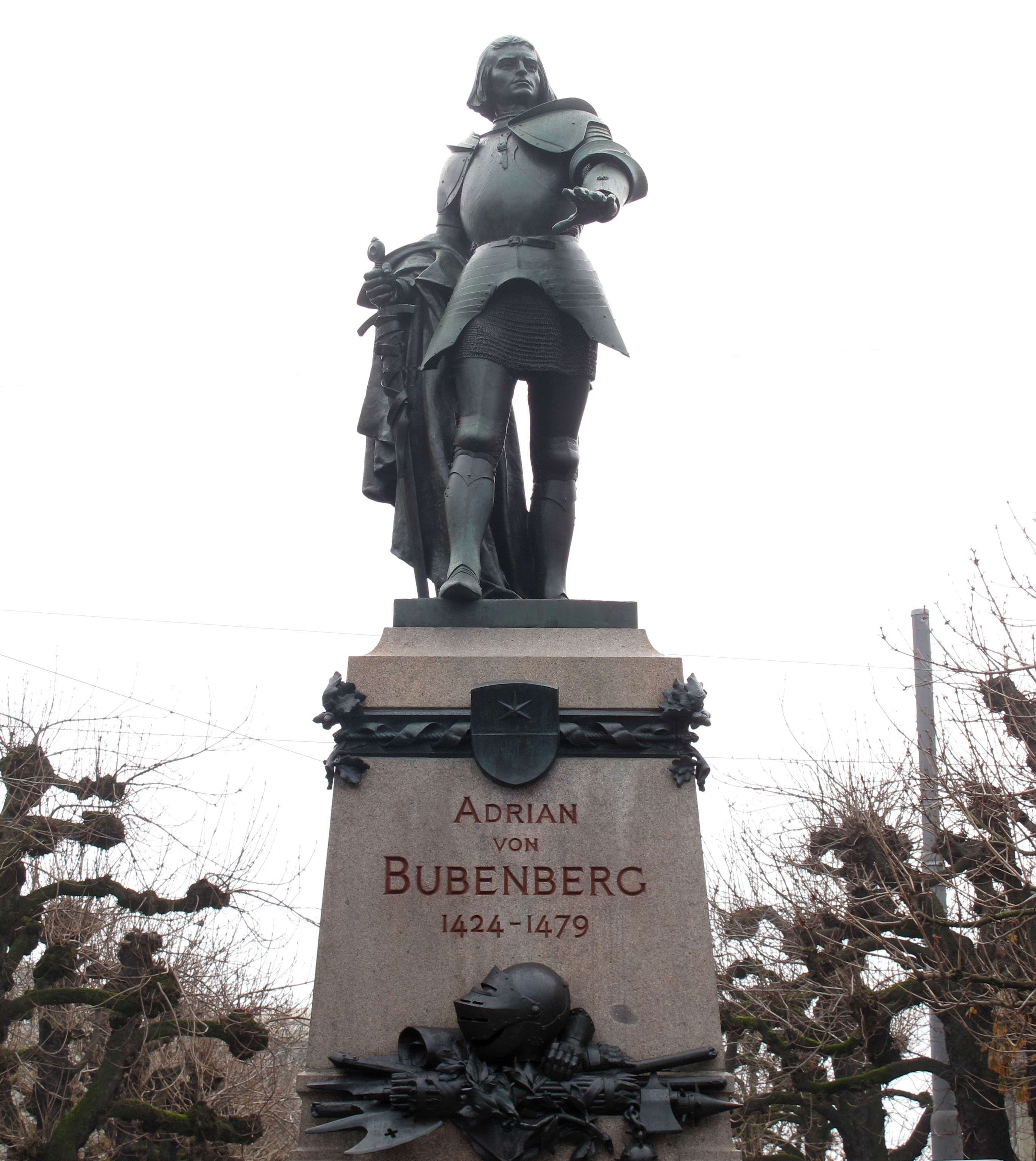
Das 2015 sanierte Bubenberg-Denkmal geschaffen 1897 von Max Leu am Hirschengraben in Bern (2015)

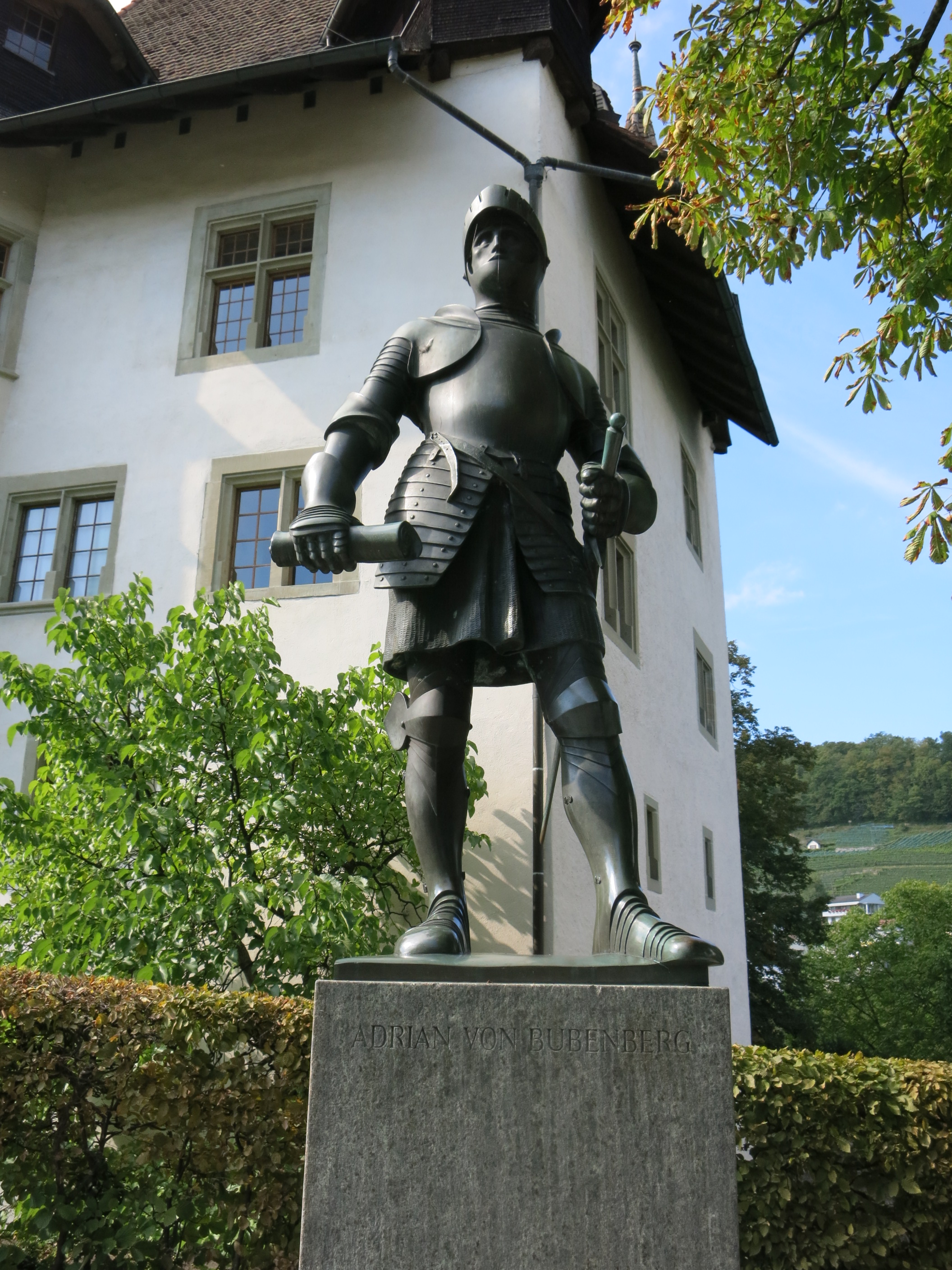
Bubenberg-Denkmal nach einem Entwurf von Karl Stauffer-Bern auf der Schlossterrasse von Schloss Spiez in Spiez (2015)

Mit den Bilderchroniken seines Zeitgenossen Diebold Schilling dem Älteren begann die Stilisierung Bubenbergs bis ins 20. Jahrhundert hinein. In zahlreichen historischen, literarischen und musikalischen Werken wurde er als selbstloser Held und Retter des Vaterlandes gezeichnet, etwa mit Rudolf von Tavels 1931 veröffentlichter Biographie mit dem Titel Ring i der Chetti. Ihm zu Ehren wurden mehrere Denkmäler errichtet: das Bubenberg-Denkmal von Max Leu in Bern (1897), an der Fassade des heutigen Hauptgebäudes der Berner Kantonalbank, auf der Schlossterrasse von Schloss Spiez das Denkmal von Karl Stauffer-Bern und in Walhalla bei Regensburg.
Im Zürcher Stadtkreis 3 (Quartier Giesshübel) ist eine kleine Strasse nach ihm benannt.

## Belletristik
- Rudolf von Tavel: Ring i dr Chetti (1931)
- Thomas Vaucher: Der Löwe von Burgund. Ein historischer Roman zur Zeit Karls des Kühnen (2010)

## Theater
- Karl Munzinger: Adrian von Bubenberg. Vaterländisches Festspiel in fünf Akten (1895)